# Karl-August Bushe
Karl-August Bushe (Göttingen, 16 de dezembro de 1921 – Würzburg, 13 de abril de 1999) foi um neurocirurgião alemão, professor em Göttingen e Würzburg.

## Formação e carreira
Bushe estudou medicina de 1939 a 1945 na Universidade de Freiburgo, na Universidade de Göttingen e na Universidade Humboldt de Berlim. Em 1945 foi aprovado no exame de estado em Berlim. Em 1945 obteve o título de Dr. med. em Göttingen. Após completar seu treinamento cirúrgico, iniciou seu treinamento neurológico e neurofisiológico em Göttingen. Em 1956 completou a habilitação com uma tese em neurofisiologia. Em 1961 tornou-se professor adjunto nomeado para neurocirurgia na Universidade de Göttingen. Em 1962 foi nomeado para a cátedra como sucessor de seu falecido professor Gerhard Okonek. Lá trabalhou até 1974 como diretor da clínica universitária de neurocirurgia. Em 1974 foi novamente professor titular na Universidade de Würzburgo. Em 1984 foi eleito membro da Academia Leopoldina. Aposentou-se em 1987. Eecusou nomeações para as cátedras em Colônia e Freiburg im Breisgau.
Recebeu a Medalha Fedor Krause de 1982.

## Publicações selecionadas
- Ed. com Paul Glees: Chirurgie des Gehirns und Rückenmarks im Kindes- und Jugendalter. Hippokrates, Stuttgart 1968.
- Fritz König (1866–1952), der Wegbereiter der modernen Neurochirurgie in Deutschland. In: Zentralblatt für Neurochirurgie. Volume 57, 1996, p. 55–61.
- Ed. com Leo Koslowski, Theo Junginger und Konrad Schwemmle: Die Chirurgie. 4. Edição. Schattauer, Stuttgart 1999, ISBN 3-7945-1500-5.